# ویکتور آرگو
ویکتور آرگو (انگلیسی: Victor Argo؛ ۵ نوامبر ۱۹۳۴ – ۷ آوریل ۲۰۰۴) بازیگر اهل ایالات متحده آمریکا بود. 
از فیلم‌هایی که وی در آن نقش داشته‌است، می‌توان به باکس‌کار برتا، گوست داگ: سلوک سامورایی، چشم‌فرشته‌ای، هیچی نگو، آخرین وسوسه مسیح، خیابان‌های پایین شهر، داستان عاشقانه واقعی، ناامیدانه در جستجوی سوزان، به‌زودی، ایستگاه بعدی سرزمین عجایب، بدون ضرب‌وشتم، تغییر سریع، مقدسین خانواده، صورت آبی و لولو روی پل اشاره کرد.